# Cigereleng
Cigereleng is een bestuurslaag in het regentschap Kota Bandung van de provincie West-Java, Indonesië. Cigereleng telt 12.187 inwoners (volkstelling 2010).